# Дзежковиці-Гури
Дзежковиці-Ґури (пол. Dzierzkowice-Góry) — село в Польщі, у гміні Дзешковиці Красницького повіту Люблінського воєводства.
Населення — 427 осіб (2011).

## Демографія
Демографічна структура станом на 31 березня 2011 року:
|          | Загалом | Допрацездатний вік | Працездатний вік | Постпрацездатний вік |
| -------- | ------- | ------------------ | ---------------- | -------------------- |
| Чоловіки | 203     | 41                 | 133              | 29                   |
| Жінки    | 224     | 58                 | 107              | 59                   |
| Разом    | 427     | 99                 | 240              | 88                   |